# Чатуранга

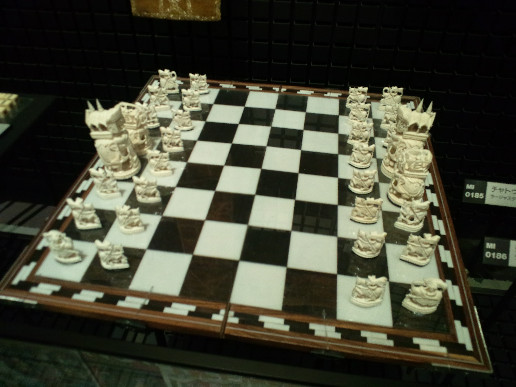
Чатуранга из штата Раджастхан

Чатура́нга (санскр. चतुरङ्ग; IAST: caturaṅga) — древнеиндийская игра, считающаяся прародителем шахмат, сёги и многих других игр. Известен вариант чатуранги для двух игроков, похожий на современные шахматы, и — с XI века — вариант для четырёх игроков (его ещё называют «чатураджи»). Полностью правила игры неизвестны, в источниках содержатся описания ходов фигур, у разных авторов имеющие некоторые отличия.
Название «чатуранга» переводится как «четырёхсоставная» и первоначально было эпитетом войска, которое в древней Индии состояло из колесниц (ратха), боевых слонов (хасти), конницы (ашва) и пеших воинов (падати). Игра символизировала битву с участием четырёх родов войск, которыми руководил предводитель (раджа).

## История
Доска размером 8x8 клеток в Индии использовалась для игры под названием «аштапада» (игра-гонка, в которой игроки перемещали по доске фигурки двух цветов в соответствии с бросками костей). Под тем же названием была известна и сама доска (в частности, так она названа в «Махабхашье» Патанджали, датируемой II веком до н. э.). В «Брахмаджала сутте» (V век до н. э.) Будда перечисляет игры, в которые возбраняется играть, и первыми называет игры на досках с 8 и 10 рядами клеток. Историк шахмат Г. Мэррей отождествляет первую из них с аштападой.
Первым упоминанием игры чатуранги считается отрывок из написанного на санскрите романа «Харчашарита», созданного поэтом Баной при дворе короля Харши (сер. VII века). В нём Бана рассказывает, что в правление Харши «только пчёлы соперничали за взятки, только в стихах обрезались стопы и только аштапады учили позициям чатуранги», то есть не велось настоящих войн. Мэррей также считал, что отсылка к чатуранге содержится в строке романа Субандху «Васавадатта» (нач. VII века): «Сезон дождей играл в свою игру, фигуры которой — жёлтые и зелёные, как будто покрытые лаком, лягушата — прыгали по чёрным клеткам садовых клумб». Но современные исследователи не усматривают оснований для такого вывода. Согласно трактату на среднеперсидском языке (пехлеви) «Чатранг-Намак», шахматы (чатранг) были подарены индийским правителем шахиншаху Хосрову I (531—579). Этот рассказ считается достаточно правдоподобным для датировки знакомства персов с чатурангой. По мнению Мэррея, это позволяет примерно определить и время изобретения чатуранги — около 570 года.
О том, что к персам шахматы попали из Индии, писал арабский мастер сер. IX века Адли, автор одного из наиболее сохранившихся трудов о шатрандже: «Общепризнанно, что в Индии сделаны три изобретения, подобных которым не было ни в одной другой стране: книга „Калила и Димна“, девять цифр, с помощью которых можно считать до бесконечности, и шахматы».
|   | a | b | c | d | e | f | g | h |   |
| - | --- | --- | --- | --- | --- | --- | --- | --- | - |
| 8 | a8 b g · b8 p g · e8 k y · f8 r y · g8 n y · h8 b y · a7 n g · b7 p g · e7 p y · f7 p y · g7 p y · h7 p y · a6 r g · b6 p g · a5 k g · b5 p g · g4 чёрная пешка · h4 чёрный король · g3 чёрная пешка · h3 чёрная ладья · a2 p r · b2 p r · c2 p r · d2 p r · g2 чёрная пешка · h2 чёрный конь · a1 b r · b1 n r · c1 r r · d1 k r · g1 чёрная пешка · h1 чёрный слон | a8 b g · b8 p g · e8 k y · f8 r y · g8 n y · h8 b y · a7 n g · b7 p g · e7 p y · f7 p y · g7 p y · h7 p y · a6 r g · b6 p g · a5 k g · b5 p g · g4 чёрная пешка · h4 чёрный король · g3 чёрная пешка · h3 чёрная ладья · a2 p r · b2 p r · c2 p r · d2 p r · g2 чёрная пешка · h2 чёрный конь · a1 b r · b1 n r · c1 r r · d1 k r · g1 чёрная пешка · h1 чёрный слон | a8 b g · b8 p g · e8 k y · f8 r y · g8 n y · h8 b y · a7 n g · b7 p g · e7 p y · f7 p y · g7 p y · h7 p y · a6 r g · b6 p g · a5 k g · b5 p g · g4 чёрная пешка · h4 чёрный король · g3 чёрная пешка · h3 чёрная ладья · a2 p r · b2 p r · c2 p r · d2 p r · g2 чёрная пешка · h2 чёрный конь · a1 b r · b1 n r · c1 r r · d1 k r · g1 чёрная пешка · h1 чёрный слон | a8 b g · b8 p g · e8 k y · f8 r y · g8 n y · h8 b y · a7 n g · b7 p g · e7 p y · f7 p y · g7 p y · h7 p y · a6 r g · b6 p g · a5 k g · b5 p g · g4 чёрная пешка · h4 чёрный король · g3 чёрная пешка · h3 чёрная ладья · a2 p r · b2 p r · c2 p r · d2 p r · g2 чёрная пешка · h2 чёрный конь · a1 b r · b1 n r · c1 r r · d1 k r · g1 чёрная пешка · h1 чёрный слон | a8 b g · b8 p g · e8 k y · f8 r y · g8 n y · h8 b y · a7 n g · b7 p g · e7 p y · f7 p y · g7 p y · h7 p y · a6 r g · b6 p g · a5 k g · b5 p g · g4 чёрная пешка · h4 чёрный король · g3 чёрная пешка · h3 чёрная ладья · a2 p r · b2 p r · c2 p r · d2 p r · g2 чёрная пешка · h2 чёрный конь · a1 b r · b1 n r · c1 r r · d1 k r · g1 чёрная пешка · h1 чёрный слон | a8 b g · b8 p g · e8 k y · f8 r y · g8 n y · h8 b y · a7 n g · b7 p g · e7 p y · f7 p y · g7 p y · h7 p y · a6 r g · b6 p g · a5 k g · b5 p g · g4 чёрная пешка · h4 чёрный король · g3 чёрная пешка · h3 чёрная ладья · a2 p r · b2 p r · c2 p r · d2 p r · g2 чёрная пешка · h2 чёрный конь · a1 b r · b1 n r · c1 r r · d1 k r · g1 чёрная пешка · h1 чёрный слон | a8 b g · b8 p g · e8 k y · f8 r y · g8 n y · h8 b y · a7 n g · b7 p g · e7 p y · f7 p y · g7 p y · h7 p y · a6 r g · b6 p g · a5 k g · b5 p g · g4 чёрная пешка · h4 чёрный король · g3 чёрная пешка · h3 чёрная ладья · a2 p r · b2 p r · c2 p r · d2 p r · g2 чёрная пешка · h2 чёрный конь · a1 b r · b1 n r · c1 r r · d1 k r · g1 чёрная пешка · h1 чёрный слон | a8 b g · b8 p g · e8 k y · f8 r y · g8 n y · h8 b y · a7 n g · b7 p g · e7 p y · f7 p y · g7 p y · h7 p y · a6 r g · b6 p g · a5 k g · b5 p g · g4 чёрная пешка · h4 чёрный король · g3 чёрная пешка · h3 чёрная ладья · a2 p r · b2 p r · c2 p r · d2 p r · g2 чёрная пешка · h2 чёрный конь · a1 b r · b1 n r · c1 r r · d1 k r · g1 чёрная пешка · h1 чёрный слон | 8 |
| 7 | a8 b g · b8 p g · e8 k y · f8 r y · g8 n y · h8 b y · a7 n g · b7 p g · e7 p y · f7 p y · g7 p y · h7 p y · a6 r g · b6 p g · a5 k g · b5 p g · g4 чёрная пешка · h4 чёрный король · g3 чёрная пешка · h3 чёрная ладья · a2 p r · b2 p r · c2 p r · d2 p r · g2 чёрная пешка · h2 чёрный конь · a1 b r · b1 n r · c1 r r · d1 k r · g1 чёрная пешка · h1 чёрный слон | a8 b g · b8 p g · e8 k y · f8 r y · g8 n y · h8 b y · a7 n g · b7 p g · e7 p y · f7 p y · g7 p y · h7 p y · a6 r g · b6 p g · a5 k g · b5 p g · g4 чёрная пешка · h4 чёрный король · g3 чёрная пешка · h3 чёрная ладья · a2 p r · b2 p r · c2 p r · d2 p r · g2 чёрная пешка · h2 чёрный конь · a1 b r · b1 n r · c1 r r · d1 k r · g1 чёрная пешка · h1 чёрный слон | a8 b g · b8 p g · e8 k y · f8 r y · g8 n y · h8 b y · a7 n g · b7 p g · e7 p y · f7 p y · g7 p y · h7 p y · a6 r g · b6 p g · a5 k g · b5 p g · g4 чёрная пешка · h4 чёрный король · g3 чёрная пешка · h3 чёрная ладья · a2 p r · b2 p r · c2 p r · d2 p r · g2 чёрная пешка · h2 чёрный конь · a1 b r · b1 n r · c1 r r · d1 k r · g1 чёрная пешка · h1 чёрный слон | a8 b g · b8 p g · e8 k y · f8 r y · g8 n y · h8 b y · a7 n g · b7 p g · e7 p y · f7 p y · g7 p y · h7 p y · a6 r g · b6 p g · a5 k g · b5 p g · g4 чёрная пешка · h4 чёрный король · g3 чёрная пешка · h3 чёрная ладья · a2 p r · b2 p r · c2 p r · d2 p r · g2 чёрная пешка · h2 чёрный конь · a1 b r · b1 n r · c1 r r · d1 k r · g1 чёрная пешка · h1 чёрный слон | a8 b g · b8 p g · e8 k y · f8 r y · g8 n y · h8 b y · a7 n g · b7 p g · e7 p y · f7 p y · g7 p y · h7 p y · a6 r g · b6 p g · a5 k g · b5 p g · g4 чёрная пешка · h4 чёрный король · g3 чёрная пешка · h3 чёрная ладья · a2 p r · b2 p r · c2 p r · d2 p r · g2 чёрная пешка · h2 чёрный конь · a1 b r · b1 n r · c1 r r · d1 k r · g1 чёрная пешка · h1 чёрный слон | a8 b g · b8 p g · e8 k y · f8 r y · g8 n y · h8 b y · a7 n g · b7 p g · e7 p y · f7 p y · g7 p y · h7 p y · a6 r g · b6 p g · a5 k g · b5 p g · g4 чёрная пешка · h4 чёрный король · g3 чёрная пешка · h3 чёрная ладья · a2 p r · b2 p r · c2 p r · d2 p r · g2 чёрная пешка · h2 чёрный конь · a1 b r · b1 n r · c1 r r · d1 k r · g1 чёрная пешка · h1 чёрный слон | a8 b g · b8 p g · e8 k y · f8 r y · g8 n y · h8 b y · a7 n g · b7 p g · e7 p y · f7 p y · g7 p y · h7 p y · a6 r g · b6 p g · a5 k g · b5 p g · g4 чёрная пешка · h4 чёрный король · g3 чёрная пешка · h3 чёрная ладья · a2 p r · b2 p r · c2 p r · d2 p r · g2 чёрная пешка · h2 чёрный конь · a1 b r · b1 n r · c1 r r · d1 k r · g1 чёрная пешка · h1 чёрный слон | a8 b g · b8 p g · e8 k y · f8 r y · g8 n y · h8 b y · a7 n g · b7 p g · e7 p y · f7 p y · g7 p y · h7 p y · a6 r g · b6 p g · a5 k g · b5 p g · g4 чёрная пешка · h4 чёрный король · g3 чёрная пешка · h3 чёрная ладья · a2 p r · b2 p r · c2 p r · d2 p r · g2 чёрная пешка · h2 чёрный конь · a1 b r · b1 n r · c1 r r · d1 k r · g1 чёрная пешка · h1 чёрный слон | 7 |
| 6 | a8 b g · b8 p g · e8 k y · f8 r y · g8 n y · h8 b y · a7 n g · b7 p g · e7 p y · f7 p y · g7 p y · h7 p y · a6 r g · b6 p g · a5 k g · b5 p g · g4 чёрная пешка · h4 чёрный король · g3 чёрная пешка · h3 чёрная ладья · a2 p r · b2 p r · c2 p r · d2 p r · g2 чёрная пешка · h2 чёрный конь · a1 b r · b1 n r · c1 r r · d1 k r · g1 чёрная пешка · h1 чёрный слон | a8 b g · b8 p g · e8 k y · f8 r y · g8 n y · h8 b y · a7 n g · b7 p g · e7 p y · f7 p y · g7 p y · h7 p y · a6 r g · b6 p g · a5 k g · b5 p g · g4 чёрная пешка · h4 чёрный король · g3 чёрная пешка · h3 чёрная ладья · a2 p r · b2 p r · c2 p r · d2 p r · g2 чёрная пешка · h2 чёрный конь · a1 b r · b1 n r · c1 r r · d1 k r · g1 чёрная пешка · h1 чёрный слон | a8 b g · b8 p g · e8 k y · f8 r y · g8 n y · h8 b y · a7 n g · b7 p g · e7 p y · f7 p y · g7 p y · h7 p y · a6 r g · b6 p g · a5 k g · b5 p g · g4 чёрная пешка · h4 чёрный король · g3 чёрная пешка · h3 чёрная ладья · a2 p r · b2 p r · c2 p r · d2 p r · g2 чёрная пешка · h2 чёрный конь · a1 b r · b1 n r · c1 r r · d1 k r · g1 чёрная пешка · h1 чёрный слон | a8 b g · b8 p g · e8 k y · f8 r y · g8 n y · h8 b y · a7 n g · b7 p g · e7 p y · f7 p y · g7 p y · h7 p y · a6 r g · b6 p g · a5 k g · b5 p g · g4 чёрная пешка · h4 чёрный король · g3 чёрная пешка · h3 чёрная ладья · a2 p r · b2 p r · c2 p r · d2 p r · g2 чёрная пешка · h2 чёрный конь · a1 b r · b1 n r · c1 r r · d1 k r · g1 чёрная пешка · h1 чёрный слон | a8 b g · b8 p g · e8 k y · f8 r y · g8 n y · h8 b y · a7 n g · b7 p g · e7 p y · f7 p y · g7 p y · h7 p y · a6 r g · b6 p g · a5 k g · b5 p g · g4 чёрная пешка · h4 чёрный король · g3 чёрная пешка · h3 чёрная ладья · a2 p r · b2 p r · c2 p r · d2 p r · g2 чёрная пешка · h2 чёрный конь · a1 b r · b1 n r · c1 r r · d1 k r · g1 чёрная пешка · h1 чёрный слон | a8 b g · b8 p g · e8 k y · f8 r y · g8 n y · h8 b y · a7 n g · b7 p g · e7 p y · f7 p y · g7 p y · h7 p y · a6 r g · b6 p g · a5 k g · b5 p g · g4 чёрная пешка · h4 чёрный король · g3 чёрная пешка · h3 чёрная ладья · a2 p r · b2 p r · c2 p r · d2 p r · g2 чёрная пешка · h2 чёрный конь · a1 b r · b1 n r · c1 r r · d1 k r · g1 чёрная пешка · h1 чёрный слон | a8 b g · b8 p g · e8 k y · f8 r y · g8 n y · h8 b y · a7 n g · b7 p g · e7 p y · f7 p y · g7 p y · h7 p y · a6 r g · b6 p g · a5 k g · b5 p g · g4 чёрная пешка · h4 чёрный король · g3 чёрная пешка · h3 чёрная ладья · a2 p r · b2 p r · c2 p r · d2 p r · g2 чёрная пешка · h2 чёрный конь · a1 b r · b1 n r · c1 r r · d1 k r · g1 чёрная пешка · h1 чёрный слон | a8 b g · b8 p g · e8 k y · f8 r y · g8 n y · h8 b y · a7 n g · b7 p g · e7 p y · f7 p y · g7 p y · h7 p y · a6 r g · b6 p g · a5 k g · b5 p g · g4 чёрная пешка · h4 чёрный король · g3 чёрная пешка · h3 чёрная ладья · a2 p r · b2 p r · c2 p r · d2 p r · g2 чёрная пешка · h2 чёрный конь · a1 b r · b1 n r · c1 r r · d1 k r · g1 чёрная пешка · h1 чёрный слон | 6 |
| 5 | a8 b g · b8 p g · e8 k y · f8 r y · g8 n y · h8 b y · a7 n g · b7 p g · e7 p y · f7 p y · g7 p y · h7 p y · a6 r g · b6 p g · a5 k g · b5 p g · g4 чёрная пешка · h4 чёрный король · g3 чёрная пешка · h3 чёрная ладья · a2 p r · b2 p r · c2 p r · d2 p r · g2 чёрная пешка · h2 чёрный конь · a1 b r · b1 n r · c1 r r · d1 k r · g1 чёрная пешка · h1 чёрный слон | a8 b g · b8 p g · e8 k y · f8 r y · g8 n y · h8 b y · a7 n g · b7 p g · e7 p y · f7 p y · g7 p y · h7 p y · a6 r g · b6 p g · a5 k g · b5 p g · g4 чёрная пешка · h4 чёрный король · g3 чёрная пешка · h3 чёрная ладья · a2 p r · b2 p r · c2 p r · d2 p r · g2 чёрная пешка · h2 чёрный конь · a1 b r · b1 n r · c1 r r · d1 k r · g1 чёрная пешка · h1 чёрный слон | a8 b g · b8 p g · e8 k y · f8 r y · g8 n y · h8 b y · a7 n g · b7 p g · e7 p y · f7 p y · g7 p y · h7 p y · a6 r g · b6 p g · a5 k g · b5 p g · g4 чёрная пешка · h4 чёрный король · g3 чёрная пешка · h3 чёрная ладья · a2 p r · b2 p r · c2 p r · d2 p r · g2 чёрная пешка · h2 чёрный конь · a1 b r · b1 n r · c1 r r · d1 k r · g1 чёрная пешка · h1 чёрный слон | a8 b g · b8 p g · e8 k y · f8 r y · g8 n y · h8 b y · a7 n g · b7 p g · e7 p y · f7 p y · g7 p y · h7 p y · a6 r g · b6 p g · a5 k g · b5 p g · g4 чёрная пешка · h4 чёрный король · g3 чёрная пешка · h3 чёрная ладья · a2 p r · b2 p r · c2 p r · d2 p r · g2 чёрная пешка · h2 чёрный конь · a1 b r · b1 n r · c1 r r · d1 k r · g1 чёрная пешка · h1 чёрный слон | a8 b g · b8 p g · e8 k y · f8 r y · g8 n y · h8 b y · a7 n g · b7 p g · e7 p y · f7 p y · g7 p y · h7 p y · a6 r g · b6 p g · a5 k g · b5 p g · g4 чёрная пешка · h4 чёрный король · g3 чёрная пешка · h3 чёрная ладья · a2 p r · b2 p r · c2 p r · d2 p r · g2 чёрная пешка · h2 чёрный конь · a1 b r · b1 n r · c1 r r · d1 k r · g1 чёрная пешка · h1 чёрный слон | a8 b g · b8 p g · e8 k y · f8 r y · g8 n y · h8 b y · a7 n g · b7 p g · e7 p y · f7 p y · g7 p y · h7 p y · a6 r g · b6 p g · a5 k g · b5 p g · g4 чёрная пешка · h4 чёрный король · g3 чёрная пешка · h3 чёрная ладья · a2 p r · b2 p r · c2 p r · d2 p r · g2 чёрная пешка · h2 чёрный конь · a1 b r · b1 n r · c1 r r · d1 k r · g1 чёрная пешка · h1 чёрный слон | a8 b g · b8 p g · e8 k y · f8 r y · g8 n y · h8 b y · a7 n g · b7 p g · e7 p y · f7 p y · g7 p y · h7 p y · a6 r g · b6 p g · a5 k g · b5 p g · g4 чёрная пешка · h4 чёрный король · g3 чёрная пешка · h3 чёрная ладья · a2 p r · b2 p r · c2 p r · d2 p r · g2 чёрная пешка · h2 чёрный конь · a1 b r · b1 n r · c1 r r · d1 k r · g1 чёрная пешка · h1 чёрный слон | a8 b g · b8 p g · e8 k y · f8 r y · g8 n y · h8 b y · a7 n g · b7 p g · e7 p y · f7 p y · g7 p y · h7 p y · a6 r g · b6 p g · a5 k g · b5 p g · g4 чёрная пешка · h4 чёрный король · g3 чёрная пешка · h3 чёрная ладья · a2 p r · b2 p r · c2 p r · d2 p r · g2 чёрная пешка · h2 чёрный конь · a1 b r · b1 n r · c1 r r · d1 k r · g1 чёрная пешка · h1 чёрный слон | 5 |
| 4 | a8 b g · b8 p g · e8 k y · f8 r y · g8 n y · h8 b y · a7 n g · b7 p g · e7 p y · f7 p y · g7 p y · h7 p y · a6 r g · b6 p g · a5 k g · b5 p g · g4 чёрная пешка · h4 чёрный король · g3 чёрная пешка · h3 чёрная ладья · a2 p r · b2 p r · c2 p r · d2 p r · g2 чёрная пешка · h2 чёрный конь · a1 b r · b1 n r · c1 r r · d1 k r · g1 чёрная пешка · h1 чёрный слон | a8 b g · b8 p g · e8 k y · f8 r y · g8 n y · h8 b y · a7 n g · b7 p g · e7 p y · f7 p y · g7 p y · h7 p y · a6 r g · b6 p g · a5 k g · b5 p g · g4 чёрная пешка · h4 чёрный король · g3 чёрная пешка · h3 чёрная ладья · a2 p r · b2 p r · c2 p r · d2 p r · g2 чёрная пешка · h2 чёрный конь · a1 b r · b1 n r · c1 r r · d1 k r · g1 чёрная пешка · h1 чёрный слон | a8 b g · b8 p g · e8 k y · f8 r y · g8 n y · h8 b y · a7 n g · b7 p g · e7 p y · f7 p y · g7 p y · h7 p y · a6 r g · b6 p g · a5 k g · b5 p g · g4 чёрная пешка · h4 чёрный король · g3 чёрная пешка · h3 чёрная ладья · a2 p r · b2 p r · c2 p r · d2 p r · g2 чёрная пешка · h2 чёрный конь · a1 b r · b1 n r · c1 r r · d1 k r · g1 чёрная пешка · h1 чёрный слон | a8 b g · b8 p g · e8 k y · f8 r y · g8 n y · h8 b y · a7 n g · b7 p g · e7 p y · f7 p y · g7 p y · h7 p y · a6 r g · b6 p g · a5 k g · b5 p g · g4 чёрная пешка · h4 чёрный король · g3 чёрная пешка · h3 чёрная ладья · a2 p r · b2 p r · c2 p r · d2 p r · g2 чёрная пешка · h2 чёрный конь · a1 b r · b1 n r · c1 r r · d1 k r · g1 чёрная пешка · h1 чёрный слон | a8 b g · b8 p g · e8 k y · f8 r y · g8 n y · h8 b y · a7 n g · b7 p g · e7 p y · f7 p y · g7 p y · h7 p y · a6 r g · b6 p g · a5 k g · b5 p g · g4 чёрная пешка · h4 чёрный король · g3 чёрная пешка · h3 чёрная ладья · a2 p r · b2 p r · c2 p r · d2 p r · g2 чёрная пешка · h2 чёрный конь · a1 b r · b1 n r · c1 r r · d1 k r · g1 чёрная пешка · h1 чёрный слон | a8 b g · b8 p g · e8 k y · f8 r y · g8 n y · h8 b y · a7 n g · b7 p g · e7 p y · f7 p y · g7 p y · h7 p y · a6 r g · b6 p g · a5 k g · b5 p g · g4 чёрная пешка · h4 чёрный король · g3 чёрная пешка · h3 чёрная ладья · a2 p r · b2 p r · c2 p r · d2 p r · g2 чёрная пешка · h2 чёрный конь · a1 b r · b1 n r · c1 r r · d1 k r · g1 чёрная пешка · h1 чёрный слон | a8 b g · b8 p g · e8 k y · f8 r y · g8 n y · h8 b y · a7 n g · b7 p g · e7 p y · f7 p y · g7 p y · h7 p y · a6 r g · b6 p g · a5 k g · b5 p g · g4 чёрная пешка · h4 чёрный король · g3 чёрная пешка · h3 чёрная ладья · a2 p r · b2 p r · c2 p r · d2 p r · g2 чёрная пешка · h2 чёрный конь · a1 b r · b1 n r · c1 r r · d1 k r · g1 чёрная пешка · h1 чёрный слон | a8 b g · b8 p g · e8 k y · f8 r y · g8 n y · h8 b y · a7 n g · b7 p g · e7 p y · f7 p y · g7 p y · h7 p y · a6 r g · b6 p g · a5 k g · b5 p g · g4 чёрная пешка · h4 чёрный король · g3 чёрная пешка · h3 чёрная ладья · a2 p r · b2 p r · c2 p r · d2 p r · g2 чёрная пешка · h2 чёрный конь · a1 b r · b1 n r · c1 r r · d1 k r · g1 чёрная пешка · h1 чёрный слон | 4 |
| 3 | a8 b g · b8 p g · e8 k y · f8 r y · g8 n y · h8 b y · a7 n g · b7 p g · e7 p y · f7 p y · g7 p y · h7 p y · a6 r g · b6 p g · a5 k g · b5 p g · g4 чёрная пешка · h4 чёрный король · g3 чёрная пешка · h3 чёрная ладья · a2 p r · b2 p r · c2 p r · d2 p r · g2 чёрная пешка · h2 чёрный конь · a1 b r · b1 n r · c1 r r · d1 k r · g1 чёрная пешка · h1 чёрный слон | a8 b g · b8 p g · e8 k y · f8 r y · g8 n y · h8 b y · a7 n g · b7 p g · e7 p y · f7 p y · g7 p y · h7 p y · a6 r g · b6 p g · a5 k g · b5 p g · g4 чёрная пешка · h4 чёрный король · g3 чёрная пешка · h3 чёрная ладья · a2 p r · b2 p r · c2 p r · d2 p r · g2 чёрная пешка · h2 чёрный конь · a1 b r · b1 n r · c1 r r · d1 k r · g1 чёрная пешка · h1 чёрный слон | a8 b g · b8 p g · e8 k y · f8 r y · g8 n y · h8 b y · a7 n g · b7 p g · e7 p y · f7 p y · g7 p y · h7 p y · a6 r g · b6 p g · a5 k g · b5 p g · g4 чёрная пешка · h4 чёрный король · g3 чёрная пешка · h3 чёрная ладья · a2 p r · b2 p r · c2 p r · d2 p r · g2 чёрная пешка · h2 чёрный конь · a1 b r · b1 n r · c1 r r · d1 k r · g1 чёрная пешка · h1 чёрный слон | a8 b g · b8 p g · e8 k y · f8 r y · g8 n y · h8 b y · a7 n g · b7 p g · e7 p y · f7 p y · g7 p y · h7 p y · a6 r g · b6 p g · a5 k g · b5 p g · g4 чёрная пешка · h4 чёрный король · g3 чёрная пешка · h3 чёрная ладья · a2 p r · b2 p r · c2 p r · d2 p r · g2 чёрная пешка · h2 чёрный конь · a1 b r · b1 n r · c1 r r · d1 k r · g1 чёрная пешка · h1 чёрный слон | a8 b g · b8 p g · e8 k y · f8 r y · g8 n y · h8 b y · a7 n g · b7 p g · e7 p y · f7 p y · g7 p y · h7 p y · a6 r g · b6 p g · a5 k g · b5 p g · g4 чёрная пешка · h4 чёрный король · g3 чёрная пешка · h3 чёрная ладья · a2 p r · b2 p r · c2 p r · d2 p r · g2 чёрная пешка · h2 чёрный конь · a1 b r · b1 n r · c1 r r · d1 k r · g1 чёрная пешка · h1 чёрный слон | a8 b g · b8 p g · e8 k y · f8 r y · g8 n y · h8 b y · a7 n g · b7 p g · e7 p y · f7 p y · g7 p y · h7 p y · a6 r g · b6 p g · a5 k g · b5 p g · g4 чёрная пешка · h4 чёрный король · g3 чёрная пешка · h3 чёрная ладья · a2 p r · b2 p r · c2 p r · d2 p r · g2 чёрная пешка · h2 чёрный конь · a1 b r · b1 n r · c1 r r · d1 k r · g1 чёрная пешка · h1 чёрный слон | a8 b g · b8 p g · e8 k y · f8 r y · g8 n y · h8 b y · a7 n g · b7 p g · e7 p y · f7 p y · g7 p y · h7 p y · a6 r g · b6 p g · a5 k g · b5 p g · g4 чёрная пешка · h4 чёрный король · g3 чёрная пешка · h3 чёрная ладья · a2 p r · b2 p r · c2 p r · d2 p r · g2 чёрная пешка · h2 чёрный конь · a1 b r · b1 n r · c1 r r · d1 k r · g1 чёрная пешка · h1 чёрный слон | a8 b g · b8 p g · e8 k y · f8 r y · g8 n y · h8 b y · a7 n g · b7 p g · e7 p y · f7 p y · g7 p y · h7 p y · a6 r g · b6 p g · a5 k g · b5 p g · g4 чёрная пешка · h4 чёрный король · g3 чёрная пешка · h3 чёрная ладья · a2 p r · b2 p r · c2 p r · d2 p r · g2 чёрная пешка · h2 чёрный конь · a1 b r · b1 n r · c1 r r · d1 k r · g1 чёрная пешка · h1 чёрный слон | 3 |
| 2 | a8 b g · b8 p g · e8 k y · f8 r y · g8 n y · h8 b y · a7 n g · b7 p g · e7 p y · f7 p y · g7 p y · h7 p y · a6 r g · b6 p g · a5 k g · b5 p g · g4 чёрная пешка · h4 чёрный король · g3 чёрная пешка · h3 чёрная ладья · a2 p r · b2 p r · c2 p r · d2 p r · g2 чёрная пешка · h2 чёрный конь · a1 b r · b1 n r · c1 r r · d1 k r · g1 чёрная пешка · h1 чёрный слон | a8 b g · b8 p g · e8 k y · f8 r y · g8 n y · h8 b y · a7 n g · b7 p g · e7 p y · f7 p y · g7 p y · h7 p y · a6 r g · b6 p g · a5 k g · b5 p g · g4 чёрная пешка · h4 чёрный король · g3 чёрная пешка · h3 чёрная ладья · a2 p r · b2 p r · c2 p r · d2 p r · g2 чёрная пешка · h2 чёрный конь · a1 b r · b1 n r · c1 r r · d1 k r · g1 чёрная пешка · h1 чёрный слон | a8 b g · b8 p g · e8 k y · f8 r y · g8 n y · h8 b y · a7 n g · b7 p g · e7 p y · f7 p y · g7 p y · h7 p y · a6 r g · b6 p g · a5 k g · b5 p g · g4 чёрная пешка · h4 чёрный король · g3 чёрная пешка · h3 чёрная ладья · a2 p r · b2 p r · c2 p r · d2 p r · g2 чёрная пешка · h2 чёрный конь · a1 b r · b1 n r · c1 r r · d1 k r · g1 чёрная пешка · h1 чёрный слон | a8 b g · b8 p g · e8 k y · f8 r y · g8 n y · h8 b y · a7 n g · b7 p g · e7 p y · f7 p y · g7 p y · h7 p y · a6 r g · b6 p g · a5 k g · b5 p g · g4 чёрная пешка · h4 чёрный король · g3 чёрная пешка · h3 чёрная ладья · a2 p r · b2 p r · c2 p r · d2 p r · g2 чёрная пешка · h2 чёрный конь · a1 b r · b1 n r · c1 r r · d1 k r · g1 чёрная пешка · h1 чёрный слон | a8 b g · b8 p g · e8 k y · f8 r y · g8 n y · h8 b y · a7 n g · b7 p g · e7 p y · f7 p y · g7 p y · h7 p y · a6 r g · b6 p g · a5 k g · b5 p g · g4 чёрная пешка · h4 чёрный король · g3 чёрная пешка · h3 чёрная ладья · a2 p r · b2 p r · c2 p r · d2 p r · g2 чёрная пешка · h2 чёрный конь · a1 b r · b1 n r · c1 r r · d1 k r · g1 чёрная пешка · h1 чёрный слон | a8 b g · b8 p g · e8 k y · f8 r y · g8 n y · h8 b y · a7 n g · b7 p g · e7 p y · f7 p y · g7 p y · h7 p y · a6 r g · b6 p g · a5 k g · b5 p g · g4 чёрная пешка · h4 чёрный король · g3 чёрная пешка · h3 чёрная ладья · a2 p r · b2 p r · c2 p r · d2 p r · g2 чёрная пешка · h2 чёрный конь · a1 b r · b1 n r · c1 r r · d1 k r · g1 чёрная пешка · h1 чёрный слон | a8 b g · b8 p g · e8 k y · f8 r y · g8 n y · h8 b y · a7 n g · b7 p g · e7 p y · f7 p y · g7 p y · h7 p y · a6 r g · b6 p g · a5 k g · b5 p g · g4 чёрная пешка · h4 чёрный король · g3 чёрная пешка · h3 чёрная ладья · a2 p r · b2 p r · c2 p r · d2 p r · g2 чёрная пешка · h2 чёрный конь · a1 b r · b1 n r · c1 r r · d1 k r · g1 чёрная пешка · h1 чёрный слон | a8 b g · b8 p g · e8 k y · f8 r y · g8 n y · h8 b y · a7 n g · b7 p g · e7 p y · f7 p y · g7 p y · h7 p y · a6 r g · b6 p g · a5 k g · b5 p g · g4 чёрная пешка · h4 чёрный король · g3 чёрная пешка · h3 чёрная ладья · a2 p r · b2 p r · c2 p r · d2 p r · g2 чёрная пешка · h2 чёрный конь · a1 b r · b1 n r · c1 r r · d1 k r · g1 чёрная пешка · h1 чёрный слон | 2 |
| 1 | a8 b g · b8 p g · e8 k y · f8 r y · g8 n y · h8 b y · a7 n g · b7 p g · e7 p y · f7 p y · g7 p y · h7 p y · a6 r g · b6 p g · a5 k g · b5 p g · g4 чёрная пешка · h4 чёрный король · g3 чёрная пешка · h3 чёрная ладья · a2 p r · b2 p r · c2 p r · d2 p r · g2 чёрная пешка · h2 чёрный конь · a1 b r · b1 n r · c1 r r · d1 k r · g1 чёрная пешка · h1 чёрный слон | a8 b g · b8 p g · e8 k y · f8 r y · g8 n y · h8 b y · a7 n g · b7 p g · e7 p y · f7 p y · g7 p y · h7 p y · a6 r g · b6 p g · a5 k g · b5 p g · g4 чёрная пешка · h4 чёрный король · g3 чёрная пешка · h3 чёрная ладья · a2 p r · b2 p r · c2 p r · d2 p r · g2 чёрная пешка · h2 чёрный конь · a1 b r · b1 n r · c1 r r · d1 k r · g1 чёрная пешка · h1 чёрный слон | a8 b g · b8 p g · e8 k y · f8 r y · g8 n y · h8 b y · a7 n g · b7 p g · e7 p y · f7 p y · g7 p y · h7 p y · a6 r g · b6 p g · a5 k g · b5 p g · g4 чёрная пешка · h4 чёрный король · g3 чёрная пешка · h3 чёрная ладья · a2 p r · b2 p r · c2 p r · d2 p r · g2 чёрная пешка · h2 чёрный конь · a1 b r · b1 n r · c1 r r · d1 k r · g1 чёрная пешка · h1 чёрный слон | a8 b g · b8 p g · e8 k y · f8 r y · g8 n y · h8 b y · a7 n g · b7 p g · e7 p y · f7 p y · g7 p y · h7 p y · a6 r g · b6 p g · a5 k g · b5 p g · g4 чёрная пешка · h4 чёрный король · g3 чёрная пешка · h3 чёрная ладья · a2 p r · b2 p r · c2 p r · d2 p r · g2 чёрная пешка · h2 чёрный конь · a1 b r · b1 n r · c1 r r · d1 k r · g1 чёрная пешка · h1 чёрный слон | a8 b g · b8 p g · e8 k y · f8 r y · g8 n y · h8 b y · a7 n g · b7 p g · e7 p y · f7 p y · g7 p y · h7 p y · a6 r g · b6 p g · a5 k g · b5 p g · g4 чёрная пешка · h4 чёрный король · g3 чёрная пешка · h3 чёрная ладья · a2 p r · b2 p r · c2 p r · d2 p r · g2 чёрная пешка · h2 чёрный конь · a1 b r · b1 n r · c1 r r · d1 k r · g1 чёрная пешка · h1 чёрный слон | a8 b g · b8 p g · e8 k y · f8 r y · g8 n y · h8 b y · a7 n g · b7 p g · e7 p y · f7 p y · g7 p y · h7 p y · a6 r g · b6 p g · a5 k g · b5 p g · g4 чёрная пешка · h4 чёрный король · g3 чёрная пешка · h3 чёрная ладья · a2 p r · b2 p r · c2 p r · d2 p r · g2 чёрная пешка · h2 чёрный конь · a1 b r · b1 n r · c1 r r · d1 k r · g1 чёрная пешка · h1 чёрный слон | a8 b g · b8 p g · e8 k y · f8 r y · g8 n y · h8 b y · a7 n g · b7 p g · e7 p y · f7 p y · g7 p y · h7 p y · a6 r g · b6 p g · a5 k g · b5 p g · g4 чёрная пешка · h4 чёрный король · g3 чёрная пешка · h3 чёрная ладья · a2 p r · b2 p r · c2 p r · d2 p r · g2 чёрная пешка · h2 чёрный конь · a1 b r · b1 n r · c1 r r · d1 k r · g1 чёрная пешка · h1 чёрный слон | a8 b g · b8 p g · e8 k y · f8 r y · g8 n y · h8 b y · a7 n g · b7 p g · e7 p y · f7 p y · g7 p y · h7 p y · a6 r g · b6 p g · a5 k g · b5 p g · g4 чёрная пешка · h4 чёрный король · g3 чёрная пешка · h3 чёрная ладья · a2 p r · b2 p r · c2 p r · d2 p r · g2 чёрная пешка · h2 чёрный конь · a1 b r · b1 n r · c1 r r · d1 k r · g1 чёрная пешка · h1 чёрный слон | 1 |
|   | a | b | c | d | e | f | g | h |   |

Персидский историк Бируни в своём труде об Индии (ок. 1030 года) оставил описание чатуранги для четырёх игроков: на доске размещались четыре комплекта фигур, состоявших из короля, слона, коня, ладьи и четырёх пешек. Бросок игральной кости определял, какой фигурой игрок должен делать следующий ход, а за каждую «съеденную» фигуру противника игрок получал определённое количество долей от ставки. В XIX веке была популярна теория Хайрема Кокса, развитая Дунканом Форбсом, согласно которой предком шахмат была именно эта игра, а к привычной форме шахматы пришли из-за неудобств при поиске игроков и из-за религиозного запрета на кости. При этом, по Коксу и Форбсу, в таком виде игра возникла примерно 3000 лет до н. э. Уже Мэррей критиковал эти представления, а датировка Форбса объяснялась ошибками при работе с индийскими источниками. Неизвестны источники об игре для четырёх игроков, которые предшествовали бы Бируни. Напротив, об этой игре, очевидно, не было известно ни Адли, ни автору труда X века «Нитивакьямурта», который писал: «В чатуранге не бывает короля без ферзя» («советника»). Сейчас теория Кокса — Форбса рассматривается как исторический курьёз, хотя продолжает воспроизводиться многими популярными изданиями.
Из чатуранги в разных странах развились персидский шатрандж (непосредственный предок шахмат), китайские сянци, японские сёги, таиландский макрук, корейские чанги.
В Китае распространена, также, альтернативная версия истории происхождения шахматных игр, согласно которой чатуранга, как и сянци, произошла из существовавшей уже много веков до неё шахматной игры любо; однако однозначных и достоверных её подтверждений на настоящий момент нет.

## Правила игры
Полные правила чатуранги первых столетий существования игры достоверно не известны и реконструируются по обрывочным упоминаниям в источниках. В общих чертах она, очевидно, напоминала развившийся из неё шатрандж: два игрока играли в чатурангу на доске размером 8×8 клеток комплектами из восьми фигур и восьми пешек, а целью игры было поставить мат королю противника. Из сохранившегося отрывка труда арабского мастера сер. IX века Адли известны отличия чатуранги от шатранджа: пат считается победой запатованной стороны; игрок, съевший все фигуры соперника, побеждает, даже если король соперника ответным ходом мог съесть последнюю чужую фигуру; слоны располагались на угловых полях и перемещались «прыжком» через одну клетку по вертикали и горизонтали, а не по диагонали, как в шатрандже. О некоторых ходах фигур в чатуранге известно из трактата поэта IX века Рудраты «Кавьяланкара», в котором описаны задачи пройти все поля игральной доски для чатуранги ходом коня, колесницы и слона.
Фигуры в чатуранге и их ходы:
- Раджа (король) мог делать ход на одно поле в любом направлении, как в современных шахматах. Рокировки не существовало.
- Советник (ферзь) мог перемещаться на одно поле по диагонали, как советник в сянци (но без ограничений дворцом).
- О ходе слона существуют различные сведения. Согласно Рудрате и Бируни, он перемещался на одно поле вперёд или на одно поле по диагонали в любом направлении, как серебро в сёги[1]. Согласно Адли — «прыжком» через одну клетку по горизонтали или по вертикали; Адли описывает и персидскую вариацию, в которой слон по этим же правилам ходил только по половине доски[16]. В игре для четырёх игроков, согласно Бируни, слон ходил как современная ладья[9].
- Ходы коня и колесницы (ладьи) соответствуют современным.
- Пешки могли ходить только вперёд на одно поле и бить ходом по диагонали вперёд на одно поле.

Чатурангу для четырёх игроков («чатураджи») вслед за Бируни подробно описал автор XV века Рагхунандана. В ней использовались комплекты фигур четырёх цветов: чёрные, зелёные, жёлтые и красные. Король мог быть «съеден», как и любая другая фигура; за съеденные фигуры игроки получали очки, которые суммировались. Рагхунандане было известно превращение пешки: она становилась той фигурой своего цвета, которая занимала эту вертикаль в начальной позиции.